# Paulina Kellogg Wright Davis
Paulina Kellogg Wright Davis (7 de agosto de 1813–24 de agosto de 1876) fue una abolicionista, sufragista, activista por los derechos de la mujer y educadora estadounidense y una de las fundadoras de la New England Woman Suffrage Association. Fue elegida para formar parte del National Women's Hall of Fame en 2002 e ingresó junto a su marido al Rhode Island Heritage Hall of Fame en 2003.

## Biografía

### Primeros años
Davis nació el 7 de agosto de 1813 en Bloomfield, Nueva York, era hija del capitán Ebenezer Kellogg y su esposa Polly. Junto a su familia se trasladó a vivir a la frontera de Estados Unidos con Canadá cerca de las cataratas del Niágara en 1817. Después de la muerte de sus padres, se fue a vivir con una tía a Le Roy, Nueva York en 1820. Su tía practicaba la religión presbiteriana ortodoxa y Davis se unió a la iglesia, aunque le parecía que su ambiente era hostil con las mujeres que hablaban abiertamente. Intentó ser misionera pero no lo consiguió, la iglesia no permitía que las mujeres solteras fueran misioneras.

### Matrimonios y activismo
Davis fue cortejada por Francis Wright, un comerciante perteneciente una próspera familia de Utica, Nueva York, con quien se casó en 1833; ambos tenían una escala de valores semejante y renunciaron a la iglesia como protesta por su postura proesclavitud y se integraron al comité ejecutivo de la Central New York Anti-Slavery Society (Sociedad Antiesclavitud de Nueva York Central). Davis y su esposo organizaron una convención contra la esclavitud en Utica en 1835; también apoyaron las reformas de los derechos de las mujeres junto a Susan B. Anthony, Elizabeth Cady Stanton y Ernestine Rose. Durante esos años, Davis estudió Salud de la mujer. Francis Wright murió en 1845, la pareja no tuvo hijos.
Tras la muerte de su marido se trasladó a Nueva York para estudiar medicina. En 1846, impartió conferencias sobre anatomía y fisiología exclusivas para mujeres. Más tarde importó un maniquí médico y recorrió el este de Estados Unidos enseñando a las mujeres y tratando de convencerlas de estudiar medicina. En 1849 se casó con Thomas Davis, un político demócrata de Providence, Rhode Island, nacido en Dublín, y juntos adoptaron a dos niñas.
En 1850 comenzó a centrar sus energías en los derechos de las mujeres; dejó de dictar conferencias y ayudó a organizar la primera Convención Nacional de los Derechos de la Mujer celebrada en Worcester, Massachusetts, el 23 de octubre de ese año. Davis presidió la convención y pronunció el discurso de apertura. A excepción de un año, fue presidenta del National Woman's Rights Central Committee (Comité Central Nacional de los Derechos de la Mujer) de 1850 a 1858. En 1853 comenzó a editar un periódico para mujeres llamado The Una, cediéndole la responsabilidad a Caroline Wells Healey Dall en 1855.
Davis fue una de las fundadoras de la New England Woman Suffrage Association en 1868. Cuando el grupo se dividió, Davis y Susan B. Anthony se involucraron en la creación de la National Woman Suffrage Association (Asociación Nacional por el Sufragio de la Mujer). También organizó la reunión por el vigésimo aniversario del Women's Suffrage Movement (Movimiento por el Sufragio de la Mujer) y publicó el libro The History of the National Woman's Rights Movement (La Historia del Movimiento Nacional por los Derechos de la Mujer).

### Muerte y legado
Paulina Kellogg Wright Davis murió el 24 de agosto de 1876, en su hogar de Providence, Rhode Island. Su labor fue exaltada con orgullo por Elizabeth Cady Stanton y Susan B. Anthony. Fue elegida para formar parte del National Women's Hall of Fame (Salón de la Fama Nacional de Mujeres) en 2002. En 2003, ingresó junto a su marido en el Rhode Island Heritage Hall of Fame.